# Heimertingen
Heimertingen è un comune tedesco di 1 690 abitanti, situato nel land della Baviera.